# Aurelio Macedonio Espinosa
Aurelio Macedonio Espinosa (anglès: Aurelio Macedonio Espinosa Jr.)  (Albuquerque, 3 de maig de 1907 - Palo Alto, 4 de juliol de 2004) fou un lingüista i folklorista d’àmbit hispànic, professor a la Universitat Stanford.
Era de família nord-americana d'origen espanyol. Amb tres anys, el seu pare, Aurelio M. Espinosa sènior, va entrar a treballar a la Universitat Stanford i es va traslladar a Palo Alto (Califòrnia). Va cursar estudis de batxillerat i universitaris a Stanford i es va doctorar a la Universitat de Madrid (1932). La seva tesi va versar sobre els arcaismes dialectals a Càceres i Salamanca, i el jurat, en el qual hi havia Ramón Menéndez Pidal, la va qualificar d’excel·lent. Es tracta d'una de les principals obres filològiques sobre el dialecte extremeny.
Entre 1932 i 1936 va treballar com a col·laborador a l'Atlas lingüístico de la Península Ibérica i va aprofitar les enquestes per recollir contes folklòrics espanyols, tot i que la seva tasca es va veure interrompuda per la Guerra Civil espanyola. Aleshores va retornar als Estats Units i va treballar de professor d'espanyol a la Universitat Harvard i, durant la Segona Guerra Mundial, va ensenyar espanyol, portuguès i rus en una acadèmia militar dels Estats Units. Es va unir a la Universitat Stanford el 1946, el mateix any que es va retirar el seu pare. el 1945 va ser reconegut membre corresponent de la Reial Acadèmia Espanyola. Amb ajuda del folklorista Julio Camarena Laucirica va aconseguir editar a finals dels anys vuitanta els contes que havia recollit a Castella i Lleó abans de la Guerra Civil.

## Obres
- "Arcaísmos dialectales. La conservación de «s» y «z» sonoras en Cáceres y Salamanca", en Revista de Filología Española, Anejo XIX, 1935.
- Cuentos populares de España, 3 vols. Stanford, California: Stanford University Press, 1923-1923.
- Cuentos populares de España. Buenos Aires y México: Espasa-Calpe, 1946.